# 跟機
跟機是指如玩家A正在使用某部電子遊戲機，玩家B如也想使用這部遊戲機，玩家B需要放最小一個一元硬幣於機面，令玩家A得知有別個玩家想於下局使用這部遊戲機台。词语源自1970年代末電子遊戲機中心開始進駐香港之时。